# Cephalocroton mollis
Cephalocroton mollis är en törelväxtart som beskrevs av Johann Friedrich Klotzsch. Cephalocroton mollis ingår i släktet Cephalocroton och familjen törelväxter. Inga underarter finns listade i Catalogue of Life.